# Vida Žabot Coppo
Vida Žabot, slovenska nekdanja redovnica, pisateljica, pedagogina, psihologinja, terapevtka in publicistka, * 1956.
Žabotova je obiskovala poljansko Gimnazijo, nato pa se je leta 1977 odselila v Italijo, kjer je v Rimu študirala filozofijo in vzgojne vede. Ta študij je končala leta 1985, nato pa je leta 1990 diplomirala še iz psihologije usmerjanja in klinične psihologije.
Leta 1983 je postala redovnica, iz reda pa je izstopila leta 2001. Po aferi Razkrižje, ko se je uprla cerkveni hierarhiji in v tamkajšnji šoli nadaljevala s poukom v slovenščini, je postala medijsko aktivna in prepoznavna. Leta 1993 je postala Slovenka leta.